# Полаки
Полаки (на македонска литературна норма: Полаки) е село в източната част на Северна Македония, част от Община Кочани.

## География
Селото се намира в северния дял на Община Кочани, високо в Осоговската планина. Землището му се допира до общините Кратово, Крива паланка и Каменица. Селото е планинско и разпръснато и се състои от 22 махали: Рамно бърдо, Лопен, Борово бърдо, Лисо бърдо, Рамно Нивище, Скорово, Бабище, Ширината, Крушка, Суво бърдо, Цървената махала, Качаник, Касиро, Црешната махала и други. Полаки е разположено на надморска височина, която варира от 750 m до 1110 m. Намира се на 22 km от Кочани (по-голямата част от пътя е асфалтиран), 15 km от Крива паланка и на 30 km от Каменица.
В Полаки е разположена църквата „Свети Спас“, градена на основите на стара еднокорабна църква при управлението на Агатангел Брегалнишки.

## История
В XIX век Полаки е голямо българско село в Кочанска кааза на Османската империя. Според статистиката на Васил Кънчов („Македония. Етнография и статистика“) от 1900 г. Полаки има 500 жители, всички българи християни.
В началото на XX век население на селото са под върховенството на Българската екзархия. По данни на секретаря на екзархията Димитър Мишев („La Macédoine et sa Population Chrétienne“) през 1905 година в Полаки (Polaki) има 636 българи екзархисти.
През септември 1910 година селото пострадва по време на обезоръжителната акция на младотурците.
На 21 юни 1920 година 21 новобранци събрани, за да бъдат изпратени в Кочани, се разбунтуват и разбягват.
Според преброяването от 1961 година селото има 1204 жители, според това от 1994 – 245, а според преброяването от 2002 в селото има 59 домакинства със 180 къщи.

## Личности
Родени в Полаки
- Анчо Соколов български революционер, член на ВМОРО
- Лазар Сребренов, български революционер, четник на Симеон Клинчарски в 1914 година[8]
- Мише Кръстев (1882 - след 1915), български революционер, кочански войвода на ВМОРО в 1915 година[9]
- Никола Ангелов Стаменков (1902 - ?), български революционер от ВМРО, убиец на Васил Пундев[10]
- Петър Атанасов Апостолов, български революционер[11]